# Trigonia nivea
Trigonia nivea är en tvåhjärtbladig växtart som beskrevs av Jacques Cambessèdes. Trigonia nivea ingår i släktet Trigonia och familjen Trigoniaceae.

## Underarter
Arten delas in i följande underarter:
- T. n. candida
- T. n. fasciculata
- T. n. pubescens